# ヴィリャル・ロール
ヴィリャル・ロール（Viljar Loor、1953年10月1日 – 2011年3月22日）は、ソビエト連邦のバレーボール選手。当時のエストニア・ソビエト社会主義共和国（現エストニア）タルトゥ出身。
1980年モスクワオリンピックに出場し、金メダルを獲得している。